# Abraham Kuyper
Abraham Kuyper (Maassluis, 29 de outubro de 1837 — Haia, 8 de novembro de 1920) foi um político, jornalista, estadista e teólogo holandês. Ele fundou o Partido Anti-Revolucionário e foi Primeiro-Ministro dos Países Baixos entre 1901 e 1905. Foi um dos expoentes do Neocalvinismo, em especial o Neocalvinismo Holandês.

## Infância
Abraham Kuyper nasceu em 29 de outubro de 1837 na Holanda, seu pai se chamava Jan Frederik Kuyper e sua mãe Heriette Huber Kuyper. Foi educado em casa pelo pai, que foi ministro da Igreja Reformada Holandesa, em Hoogmade, Maassluis, Midelburgo e Leida. Não teve educação formal primária, mas recebeu o ensino secundário no ginásio de Leida. Com apenas doze anos estava apto a entrar no ginásio em Middelburg.

## Formação
Em 1855 terminou o ensino secundário e começou a estudar literatura, filosofia e teologia na Universidade de Leiden. Ele recebeu seu propedeuse na literatura em 1857, summa cum laude, e em Filosofia em 1858, também summa cum laude. Ele também teve aulas de árabe, armênio e física.
Em 1862 ele foi promovido a doutor em Teologia na base de uma dissertação chamada "Historico Disquisitio-theologica, exhibens Johannis Calvini et Johannis à Lasco de Ecclesia inter Sententiarum compositionem se" (dissertação Teológico-histórica que mostra as diferenças entre as regras da igreja, João Calvino e Jan Laski. Ao comparar as visões de João Calvino e Jan Laski, Kuyper mostrou uma clara simpatia pela de Laski, mais liberal. Durante seus estudos Kuyper foi um membro da tendência moderna dentro da Igreja Reformada Holandesa.
Em maio de 1862 foi declarado elegível para o ministério. Até que em 1863, aceitou um convite para se tornar ministro da Igreja Reformada Holandesa da cidade de Beesd. No mesmo ano, casou-se com Johanna Hendrika Schaay (1842-1899). Eles tiveram cinco filhos e três filhas. Em 1864, ele começou a se corresponder com o anti-revolucionário MP Guillaume Groen van Prinsterer, que influenciou fortemente suas concepções políticas e teológicas.
Cerca de 1866 ele começou a simpatizar com a tendência ortodoxa dentro da Igreja Reformada Holandesa, tendo sido inspirado pela fé simples reformada de Pietje Balthus, a esposa de um fazendeiro. Ele começou a opor-se à centralização na igreja, ao papel do rei e a defender a separação de igreja e estado.
Em 1867 Kuyper foi convidado para ser ministro da paróquia em Utrecht e ele deixou Beesd. Em 1870 foi convidado para ir para Amsterdã. Em 1871 começou a escrever para o "De Heraut" ( "O arauto"). Em 1872, fundou seu próprio jornal "De Standaard" ( "o padrão"). Este jornal lançaria as bases para a rede da organização reformada, (o pilar reformado), que teria encontrado Kuyper.

## Vida e Obra
Em 1874 Kuyper foi eleito membro da Casa Baixa do Parlamento, exercendo o cargo até o ano de 1877. Três anos após deixar a função no Parlamento, Kuyper funda a Universidade Livre de Amsterdã (1880), a Universidade tomava a Bíblia por base e era sobre esse alicerce que a estrutura do conhecimento humano deveria ser erguido.
Os vinte anos seguintes foram de trabalho exaustivo, na Universidade e fora dela , "quando alguns de seus maiores tratados foram escritos, cobrindo um período que pode bem ser considerado como tendo exercido uma influência muito importante na história eclesiástica e política de seu país. Foi por seu labor quase sobre-humano, não menos do que por sua força e nobreza de caráter, que deixou “pegadas nas areias do tempo” com tal indelével clareza que em 1907, quando de seu 70 º aniversário foi realizada uma celebração nacional, sendo dito: “A história da Holanda na igreja, no Estado, na imprensa, na escola e nas ciências dos últimos quarenta anos, não pode ser escrita sem a menção de seu nome em quase todas as páginas, pois durante este período a biografia do dr. Kuyper é, numa extensão considerável, a história da Holanda".
Finalmente, em 1898, Abraham Kuyper viajou aos Estados Unidos da América, na ocasião ministrou as "Palestras Stone", no Seminário Teológico de Princeton, por esse ato, recebeu o Doutorado da Universidade de Princeton em Direito
Ao retornar à Holanda, Kuyper reassume seu cargo como líder do Partido Anti-Revolucionário, alguns anos depois, em 1901 ele recebe o convite da rainha Guilhermina para ser o Primeiro-ministro da Holanda, função exercida por ele até 1905. Após esse período viajou por um ano, esse fato é relatado em "Ao Redor do Velho Mar Mundial", livro de Kuyper que possui dois volumes.
Aos 75 anos de idade Kuyper se tornou Ministro de Estado em Haia, segundo a opinião pública a figura mais importante da terra, mesmo com idade avançada. Nesta época ele começou uma série de artigos semanais para seu jornal "De Hearaut"  intitulado "O fim do mundo" ao todo foram 306 artigos escritos em pouco mais de 5 anos. Aos 82 anos ele ainda planejava mais uma obra de proporções grandes: "O Messias", mas ele não conseguiu concluir o livro. “Nenhum departamento do conhecimento humano era estranho a ele.” foi dito sobre o dr. Kuyper. Em 1879, quando seu jornal "De Starndaard" completava 25 anos o fundação, Kuyper falou: “Um desejo tem sido a paixão predominante de minha vida. Uma grande motivação tem agido como uma espora sobre minha mente e alma. E antes que seja tarde, devo procurar cumprir este sagrado dever que é posto sobre mim, pois o fôlego de vida pode me faltar. O dever é este: Que apesar de toda oposição terrena, as santas ordenanças de Deus serão estabelecidas novamente no lar, na escola e no Estado para o bem do povo; para esculpir, por assim dizer, na consciência da nação as ordenanças do Senhor, para que a Bíblia e a Criação deem testemunho, até a nação novamente render homenagens a Deus.”
Abraham Kuyper faleceu em 8 de novembro de 1920, aos 83 anos, deixando um legado em várias áreas do conhecimento, a morte não permitiu que concluísse seu trabalho "O Messias". Há no Brasil uma breve biografia retratada no livro "Servos de Deus" de Franklin Ferreira.